# Hepsetus odoe
Hepsetus odoe е вид лъчеперка от семейство Hepsetidae. Видът не е застрашен от изчезване.

## Разпространение и местообитание
Разпространен е в Ангола, Бенин, Ботсвана, Буркина Фасо, Габон, Гамбия, Гана, Гвинея, Гвинея-Бисау, Демократична република Конго, Замбия, Зимбабве, Камерун, Кот д'Ивоар, Либерия, Мали, Намибия, Нигер, Сенегал, Сиера Леоне, Того, Централноафриканска република и Чад.
Обитава крайбрежията на сладководни басейни, морета, лагуни и реки в райони с тропически климат.

## Описание
На дължина достигат до 27,8 cm.
Продължителността им на живот е около 5 години.